# 14a etapa del Tour de França de 2015
La 14a etapa del Tour de França de 2015 es disputà el dissabte 18 de juliol de 2015 sobre un recorregut de 178,5 km entre les viles franceses de Rodés i Mende.
El vencedor final fou el britànic Stephen Cummings (MTN Qhubeka), que en els quilòmetres finals deixà enrere a Thibaut Pinot (FDJ) i Romain Bardet (AG2R La Mondiale), que havien superat al capdavant de tot la cota de la Croix Neuve. Aquesta era la primera victòria de l'equip MTN Qhubeka al Tour de França, coincidint amb el dia internacional de Nelson Mandela. En la lluita per la general destacà el temps perdut per Tejay van Garderen (BMC Racing Team), que d'aquesta manera baixà a la tercera posició en detriment de Nairo Quintana (Movistar Team).

## Recorregut

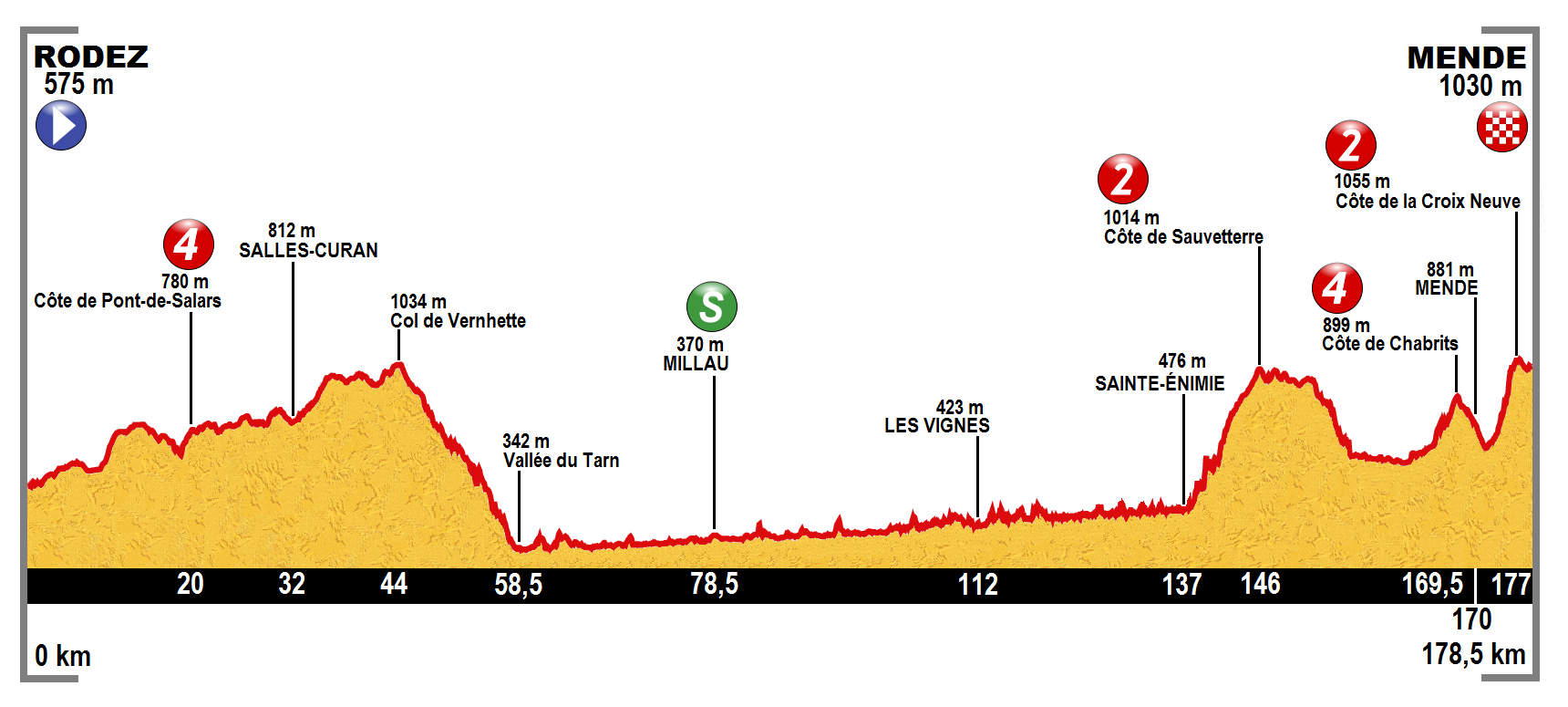
Recorregut de la 14a etapa

Etapa de mitja muntanya a través dels departaments de l'Avairon i la Lozère. Els primers 44 quilòmetres d'etapa tenen una tendència ascendent entre els 575 metres de la sortida a Rodés i els 1.034 m del coll no puntuable de Vernhette. Entremig hauran superat una primera cota de quarta categoria al quilòmetre 20. A partir d'aquell punt hi ha una llarga baixada fins a la vall del Tarn i posteriorment 80 quilòmetres majoritàriament plans, tot i que amb una lleugera tendència ascendent. A Millau (km 78,5) hi ha l'esprint del dia. Els darrers 50 quilòmetres són molt exigents, amb l'encadenament de dos ports de segona categoria i una cota de quarta. El darrer d'aquests ports té 3 km de pujada al 10,1% i es corona a poc menys de dos quilòmetres per l'arribada.

## Desenvolupament de l'etapa
Des dels primers quilòmetres de l'etapa foren nombrosos els intents d'escapada, però el gran grup no els permeté per haver-hi en ells alguns ciclistes ben situats en la general, com Tony Gallopin o Warren Barguil. Finalment es formà una escapada de vint ciclistes poc abans d'iniciar la baixada fins a la vall del Tarn. Entre els escapats destacà la presència d'Andriy Grivko (Astana Qazaqstan Team), Thibaut Pinot (FDJ), Peter Sagan (Team Tinkoff-Saxo), Michał Gołaś (Etixx-Quick Step), Bob Jungels (Trek Factory Racing), David Plaza (Lampre-Merida), Romain Bardet (AG2R La Mondiale), Kristjan Koren (Cannondale-Garmin) i Steve Cummings (MTN Qhubeka).
A poc a poc el grup d'escapats obrí una còmode diferència de fins a 8 minuts. Poc abans de començar el descens de la Cota de Sauvetèrra, Gołaś atacà i prengué un petit avantatge. Poc després se li uní Koren, el qual coronà en primera posició la cota de Chabrits. En arribar a la dura ascensió de la cota de la Croix Neuve, Bardet va fer una primera acceleració i superà ràpidament els dos escapats, però fou seguit de prop per la resta del grup. A poc a poc Bardet deixà enrere la resta d'escapats i sols Thibaut Pinot enllaçà amb ell en els darrers metres d'ascensió. Quan tot semblava que la victòria se la disputarien aquests dos ciclistes, del darrere va aparèixer Cummings com un coet i els va superar, ja dins el darrer quilòmetre, per imposar-se en solitari amb uns metres de diferència.
Entre els favorits, que es van desentendre de l'escapada, el primer a atacar fou Vincenzo Nibali (Astana Qazaqstan Team), que fou respost immediatament per Nairo Quintana (Movistar Team). Ajudat per Alejandro Valverde van imposar un fort ritme que van fer perdre contacte a Tejay Van Garderen (BMC Racing Team) i sols van poder ser seguits, en un primer moment per Chris Froome (Team Sky) i Alberto Contador (Team Tinkoff-Saxo). Posteriorment Valverde i Contador també es distanciaren de Quintana i Froome, que es presentaren a meta amb uns quants segons sobre la resta de rivals. Van Garderen fou el més perjudicat en perdre 40".

## Resultats

### Classificació de l'etapa
|    | Ciclista                   | Equip               | Temps      |
| -- | -------------------------- | ------------------- | ---------- |
| 1  | Steve Cummings (GBR)       | MTN Qhubeka         | 4h 23' 43" |
| 2  | Thibaut Pinot (FRA)        | FDJ                 | + 2"       |
| 3  | Romain Bardet (FRA)        | AG2R La Mondiale    | + 3"       |
| 4  | Rigoberto Urán (COL)       | Etixx-Quick Step    | + 20"      |
| 5  | Peter Sagan (SVK)          | Team Tinkoff-Saxo   | + 29"      |
| 6  | Cyril Gautier (FRA)        | Team Europcar       | + 32"      |
| 7  | Rubén Plaza (ESP)          | Lampre-Merida       | + 32"      |
| 8  | Bob Jungels (LUX)          | Trek Factory Racing | + 32"      |
| 9  | Jonathan Castroviejo (ESP) | Movistar Team       | + 32"      |
| 10 | Simon Yates (GBR)          | Orica-GreenEDGE     | + 33"      |

### Punts atribuïts
| 1r  | Peter Sagan (SVK)        | Team Tinkoff-Saxo     | 20 pts |
| 2n  | Rubén Plaza Molina (ESP) | Lampre-Merida         | 17 pts |
| 3r  | Andriy Grivko (UKR)      | Astana Qazaqstan Team | 15 pts |
| 4t  | Bob Jungels (LUX)        | Trek Factory Racing   | 13 pts |
| 5è  | Matthieu Ladagnous (FRA) | FDJ                   | 11 pts |
| 6è  | Jarlinson Pantano (COL)  | IAM Cycling           | 10 pts |
| 7è  | Rigoberto Urán (COL)     | Etixx-Quick Step      | 9 pts  |
| 8è  | Jérémy Roy (FRA)         | FDJ                   | 8 pts  |
| 9è  | Jan Bakelants (BEL)      | AG2R La Mondiale      | 7 pts  |
| 10è | Kristjan Koren (SLO)     | Cannondale-Garmin     | 6 pts  |
| 11è | Stephen Cummings (GBR)   | MTN Qhubeka           | 5 pts  |
| 12è | Michał Gołaś (POL)       | Etixx-Quick Step      | 4 pts  |
| 13è | Thibaut Pinot (FRA)      | FDJ                   | 3 pts  |
| 14è | Simon Yates (GBR)        | Orica-GreenEDGE       | 2 pts  |
| 15è | Greg Van Avermaet (BEL)  | BMC Racing Team       | 1 pt   |

| 1r  | Stephen Cummings (GBR)     | MTN Qhubeka                  | 30 pts |
| 2n  | Thibaut Pinot (FRA)        | FDJ                          | 25 pts |
| 3r  | Romain Bardet (FRA)        | AG2R La Mondiale             | 22 pts |
| 4t  | Rigoberto Urán (COL)       | Etixx-Quick Step             | 19 pts |
| 5è  | Peter Sagan (SVK)          | Team Tinkoff-Saxo            | 17 pts |
| 6è  | Cyril Gautier (FRA)        | Team Europcar                | 15 pts |
| 7è  | Rubén Plaza Molina (ESP)   | Lampre-Merida                | 13 pts |
| 8è  | Bob Jungels (LUX)          | Trek Factory Racing          | 11 pts |
| 9è  | Jonathan Castroviejo (ESP) | Movistar Team                | 9 pts  |
| 10è | Simon Yates (GBR)          | Orica-GreenEDGE              | 7 pts  |
| 11è | Jan Bakelants (BEL)        | AG2R La Mondiale             | 6 pts  |
| 12è | Jarlinson Pantano (COL)    | IAM Cycling                  | 5 pts  |
| 13è | Pierre-Luc Périchon (FRA)  | Bretagne-Séché Environnement | 4 pts  |
| 14è | Kristijan Koren (CRO)      | Cannondale-Garmin            | 3 pts  |
| 15è | Koen de Kort (NED)         | Cannondale-Garmin            | 2 pt   |

### Ports de muntanya
| 1r | Bartosz Huzarski (POL) | Bora-Argon 18 | 1 pt |

| 1r | Matthieu Ladagnous (FRA) | FDJ              | 5 pts |
| 2n | Jérémy Roy (FRA)         | FDJ              | 3 pts |
| 3r | Jan Bakelants (BEL)      | AG2R La Mondiale | 2 pts |
| 4t | Jarlinson Pantano (COL)  | IAM Cycling      | 1 pt  |

| 1r | Kristjan Koren (SLO) | Cannondale-Garmin | 1 pt |

| 1r | Thibaut Pinot (FRA)    | FDJ              | 5 pts |
| 2n | Romain Bardet (FRA)    | AG2R La Mondiale | 3 pts |
| 3r | Stephen Cummings (GBR) | MTN Qhubeka      | 2 pts |
| 4t | Rigoberto Urán (COL)   | Etixx-Quick Step | 1 pt  |

## Classificacions a la fi de l'etapa

### Classificació general
|    | Ciclista                 | Equip                 | Temps       |
| -- | ------------------------ | --------------------- | ----------- |
| 1  | Chris Froome (GBR)       | Team Sky              | 56h 02' 19" |
| 2  | Nairo Quintana (COL)     | Movistar Team         | + 3' 10"    |
| 3  | Tejay van Garderen (USA) | BMC Racing Team       | + 3' 32"    |
| 4  | Alejandro Valverde (ESP) | Movistar Team         | + 4' 02"    |
| 5  | Alberto Contador (ESP)   | Team Tinkoff-Saxo     | + 4' 23"    |
| 6  | Geraint Thomas (GBR)     | Team Sky              | + 4' 54"    |
| 7  | Robert Gesink (NED)      | Team LottoNL-Jumbo    | + 6' 23"    |
| 8  | Vincenzo Nibali (ITA)    | Astana Qazaqstan Team | + 8' 17"    |
| 9  | Tony Gallopin (FRA)      | Lotto Soudal          | + 8' 23"    |
| 10 | Bauke Mollema (NED)      | Trek Factory Racing   | + 8' 53"    |

### Classificació per punts
|   | Ciclista             | Equip             | Punts |
| - | -------------------- | ----------------- | ----- |
| 1 | Peter Sagan (SVK)    | Team Tinkoff-Saxo | 322   |
| 2 | André Greipel (GER)  | Lotto Soudal      | 261   |
| 3 | John Degenkolb (GER) | Etixx-Quick Step  | 228   |

### Classificació de la muntanya
|   | Ciclista                | Equip                 | Punts |
| - | ----------------------- | --------------------- | ----- |
| 1 | Chris Froome (GBR)      | Team Sky              | 61    |
| 2 | Joaquim Rodríguez (CAT) | Team Katusha          | 52    |
| 3 | Jakob Fuglsang (DEN)    | Astana Qazaqstan Team | 41    |

### Classificació del millor jove
|   | Ciclista             | Equip              | Temps       |
| - | -------------------- | ------------------ | ----------- |
| 1 | Nairo Quintana (COL) | Movistar Team      | 56h 05' 29" |
| 2 | Warren Barguil (FRA) | Team Giant-Alpecin | + 7' 53"    |
| 3 | Romain Bardet (FRA)  | AG2R La Mondiale   | + 10' 00"   |

### Classificació per equips
|    | Equip             | Temps        |
| -- | ----------------- | ------------ |
| 1r | Movistar Team     | 169h 24' 33" |
| 2n | Team Sky          | + 13' 54"    |
| 3r | Team Tinkoff-Saxo | + 30' 28"    |

## Abandonaments
- Eduardo Sepúlveda (ARG) (Bretagne-Séché Environnement). Desqualificat per remolcar-se de manera continuada a un cotxe.[4]
- Ramon Sinkeldam (NED) (Team Giant-Alpecin). Abandona.[5]
- Steve Morabito (SUI) (FDJ). Abandona.[6]